# Черепномозъчни нерви
Черепномозъчните нерви (наричани още „главови нерви“, на латински: Nervi craniales) излизат директно от мозъчния ствол на главния мозък (с изключение на първите два нерва – обонятелният и зрителният). При човека и бозайниците те са 12 чифта, като всеки един има два симетрични клона – ляв и десен, които инервират съответната половина на тялото. Функционално черепномозъчните нерви принадлежат към соматичната нервна система – моторни, сетивни или смесени (моторно-сетивни), като някои от тях съдържат влакна от парасимпатиковия дял на вегетативната нервна система.
| Пореден номер | Име                                                    | Функционален тип                 | Излиза от                                         | Ядра | Функция                                                                                                 |
| I             | Nervus olfactorius (Обонятелен нерв)                   | Предимно Сетивен                 | Обонятелния епител в горния носен проход          | Предно обонятелно ядро, Bulbus olfactorius | Провежда обонятелна информация                                                                          |
| II            | Nervus opticus (Зрителен нерв)                         | Предимно Сетивен                 | Stratum ganglionare retinae                       | Corpus geniculatum laterale | Провежда зрителна информация                                                                            |
| III           | Nervus oculomotorius (Очедвигателен нерв)              | Моторен с парасимпатикови влакна | Среден мозък, Nucleus nervi oculomotorii          | Nucleus nervi oculomotorii, Nucleus oculomotorius accessorius (Edinger-Westphal)                                                              | Инервира част от очедвигателните мускули                                                                |
| IV            | Nervus trochlearis (Макаровиден нерв)                  | Предимно Моторен                 | Среден мозък, Nucleus nervi trochlearis           | Nucleus nervi trochlearis | Инервира част от очедвигателните мускули                                                                |
| V             | Nervus trigeminus (Троичен нерв)                       | Смесен                           | Мост                                              | Nucleus motorius nervi trigemini, Nucleus pontinus nervi trigemini, Nucleus spinalis nervi trigemini, Nucleus mesencephalicus nervi trigemini | Инервира голяма част от лицето, дъвкателните мускули и др.                                              |
| VI            | Nervus abducens (Отвеждащ нерв)                        | Предимно Моторен                 | Мост, Colliculus facialis                         | Nucleus nervi abducentis | Инервира част от очедвигателните мускули                                                                |
| VII           | Nervus facialis (Лицев нерв)                           | Смесен с парасимпатикови влакна  | Мост, Colliculus facialis                         | Nucleus facialis, Nuclei tractus slitarii, Nucleus salivatorius superior, Nucleus lacrimalis                                                  | Инервира мимическите мускули, някои от слюнчените жлези, част от езика                                  |
| VIII          | Nervus vestibulocochlearis (Слухово-вестибуларен нерв) | Предимно Сетивен                 | Мост                                              | Nuclei vestibulares (lateralis, medialis, superior, inferior), Nuclei cochleares (anterior, posterior)                                        | Провежда слухова и вестибуларна информация.                                                             |
| IX            | Nervus glossopharyngeus (Езиково-гълтачен нерв)        | Смесен с парасимпатикови влакна  | Продълговат мозък                                 | Nucleus ambiguus, Nuclei tractus solitarii, Nucleus salivatorius inferior                                                                     | Инервира лигавицата на гълтача, средното ухо, небцето, задната трета на езика и др.                     |
| X             | Nervus vagus (Блуждаещ нерв)                           | Смесен с парасимпатикови влакна  | Продълговат мозък                                 | Nucleus ambiguus, Nucleus solitarius, Nucleus dorsalis nervi vagi                                                                             | Инервира мускулите на гълтача и мекото небце, корена на езика, мускулите на гръкляна, вътрешните органи |
| XI            | Nervus accessorius (Добавъчен нерв)                    | Предимно Моторен                 | Продълговат мозък, шиен отдел на гръбначния мозък | Nucleus ambiguus, Nucleus nervi accessorii | Инервира някои мускули на шията                                                                         |
| XII           | Nervus hypoglossus (Подезичен нерв)                    | Предимно Моторен                 | Продълговат мозък                                 | Nucleus nervi hyppoglossi | Инервира мускулите на езика, подезичните мускули                                                        |